# Судетсько-німецьке ополчення

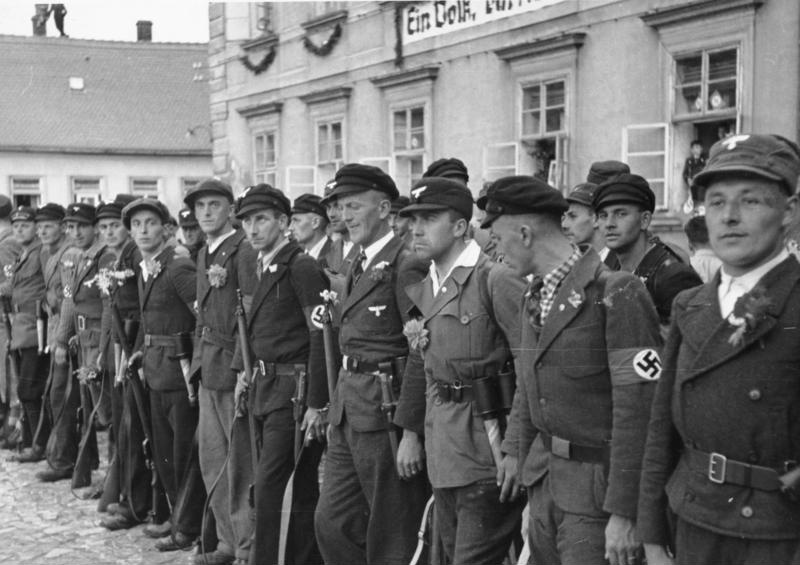
Бойовики Добровольчого корпусу вітають солдатів Вермахту. Мімонь, площа Ринок, 10 жовтня 1938

Судетсько-німецький добровольчий корпус (Судетсько-німецький фрайкор [нім. Sudetendeutsches Freikorps, SFK] або Судетсько-німецький легіон) — парамілітарна організація (фрайкор, ополчення), утворена нацистами із судетських німців під командуванням Конрада Генляйна, лідера Судетсько-німецької партії (SdP). Сформований за наказом рейхсканцлера Німеччини Адольфа Гітлера 17 вересня 1938 року — у період апогею Судетської кризи.
Від 19 вересня 1938 року за отриманою з Рейху вказівкою бойовики добровольчого корпусу розпочали кампанію збройних нападів на чехословацькі державні установи в Судетах з метою дестабілізації країни. За офіційною версією, добровольці мали захистити судетських німців від імовірних нападів з боку чехів. У лавах добровольчого корпусу перебувало до 40 тисяч «ополченців». У результаті Мюнхенської угоди 1 жовтня 1938 року Судетська область була приєднана до Третього Рейху. Добровольчий корпус опинився поза законом. Формально він був розпущений 9 жовтня 1938 року, багато членів перейшли згодом на службу в СС.
За період діяльності корпусу його бойовики вчинили понад 200 терористичних актів, убили понад 100 осіб; близько двох тисяч осіб були викрадені та перевезені до Рейху. «Ополченці» руйнували будинки державних установ Чехословаччини підривом або підпалом, захоплювали зброю, боєприпаси і транспортні засоби. При вчиненні терористичних актів загинуло близько 50 бойовиків. Через поспіх, з яким було сформовано корпус, на навчання бойовиків забракло часу і вони, як правило, мали погану підготовку. Суворої дисципліни в лавах корпусу не було. Терористичні акти, часто неузгоджені, мали незначне військове значення, проте їхня політична вага була дуже високою. Вони сприяли втіленню планів Гітлера зі знищення Чехословаччини шляхом її дестабілізації.

## Передісторія

Поширення мов у Чехословаччині, 1930 рік

Після Першої світової війни на території новоствореної багатоетнічної Чехословаччини опинилось майже три мільйони судетських німців. Майже чверть населення Чехословаччини було німецькомовним.  Від моменту заснування Чехословацької держави, особливо в Судетській області, виникли численні громадські рухи та організації, які виступали за надання автономії або навіть приєднання Судетської області до Німецької імперії або Австрії. На політичному рівні ці ідеї були представлені Німецькою національною партією (DNP) та німецькою націонал-соціалістичною робітничою партією (DNSAP). Обидві партії, що набували все більшого впливу в Судетах, були офіційно заборонені 4 жовтня 1933 року. DNSAP вирішила саморозпуститись 3 жовтня через майбутню заборону. Офіційна причина заборони партій полягала в їхній антидержавній діяльності.
Прихильниками автономії німців Судет 1 жовтня 1933 року був створений новий рух, Судетсько-німецький народний фронт, який 2 травня 1935 року змінив назву на «Судетсько-німецька партія» (СНП). На парламентських виборах 19 травня 1935 року СНП отримала понад 60% голосів серед судетських німців, завдяки чому здобула 44 із 300 депутатських мандатів і стала найбільшою партією в парламенті Чехословаччини. Головою партії був Конрад Генляйн, майбутній лідер добровольчого корпусу. За освітою банкір, учасник Першої світової, голова федерації гімнастики судетських німців, починаючи з 1930-х років він намагався перетворити її на народно-національно орієнтовану організацію. Без політичного багажу, Генляйн сприймався судетськими німцями як ідеальний лідер нового політичного руху. Аж до початку 1938 року Судетсько-німецька партія не мала єдиної точки зору на питання національної автономії або приєднання до Німеччини.
Радикалізація та зростання кількості прибічників СНП серед німецького населення можна частково пояснити розчаруванням у ситуації в Судетській області. Одразу після заснування Чехословаччини демонстрації судетських німців за створення національної автономії були жорстко придушені поліцією. Внаслідок політики асиміляції, що розпочалась в 1920-ті роки, питома кількість державних службовців-чехів стрімко зросла в порівнянні з часткою чехів у населенні області. Основною причиною такої ситуації став ухвалений в 1926 році закон, який вимагав від державних службовців за шість місяців опанувати чеську мову. Державні службовці, які не вивчили чеської мови, були звільнені. Крім того, частка чехів у населенні Судетської області продовжувала неухильно зростати. Опріч того, світова економічна криза 1929 року дуже болісно вдарила по німецьких районах Судетів. Рівень безробіття серед судетських німців вдвічі перевищував рівень безробіття серед чехів.
Незабаром після аншлюсу Австрії до Третього Рейху, 12 березня 1938 року, дві чехословацькі партії: Німецька християнсько-соціальна народна партія та Союз хліборобів вирішили саморозпуститись. Значна частина їхніх членів приєдналась до СНП. Відтоді, по суті, опозицією до СНП залишились тільки судетсько-німецькі соціал-демократи і комуністи.
На запрошення Гітлера Генляйн і його заступник Карл Герман Франк 28 березня 1938 року прибули до Німеччини на переговори. Вони заявили про спільні зусилля щодо захисту автономії судетських німців від уряду Чехословаччини, а також про намір домагатись відшкодувань за економічні втрати. Було вирішено влаштувати переговори СНП з представниками чехословацького уряду так, аби останні не могли виконати щораз більші вимоги німців. Ці вимоги були донесені до партійних чиновників у вигляді Карлсбадської програми 24 квітня 1938.
30 травня 1938 року Гітлер наказав оновити плани зі знищення Чехословаччини військовими засобами під кодовою назвою Грюн (нім. Grün — зелений). Він мав супроводжуватись активними пропагандистськими заходами. Інструментами втілення плану мала стати підтримка національних меншин Чехословаччини, тиск на інші країни з метою примусити їх утриматись від втручання в чехословацько-німецькі відносини, виснажити здатність Чехословаччини до опору.
З початку 1938 року СНП все більше діяла як «п'ята колона» Третього Рейху згідно з планом Грюн та значною мірою сприяла загостренню Судетської кризи. Наприклад, іще в травні 1938 року на основі партійної служби безпеки СНП була сформована на громадських засадах німецька служба безпеки (НСБ) у Судетській області. Члени цієї аналогічної за структурою німецькій Sturmabteilung (SA) організації, зазвичай, діяли як допоміжні сили поліції. Частина учасників НСБ були таємно підготовлені для здійснення терористичних актів та саботажу проти чехословацьких установ.
Сподівання чехословацького уряду на чолі з президентом Едвардом Бенешем на підтримку союзників не справдились. З літа 1938 року уряди Великої Британії та Франції активно включились у дипломатичні зусилля із розв'язання кризи. Лорд Ренсімен відправив до Чехословаччини 3 серпня 1938 року делегацію, яка за кілька тижнів спостережень мала представити загальну картину кризи. Наслідком декількох двосторонніх консультацій між Францією і Великою Британією стало рішення відмовитись від надання військової допомоги. Всупереч очікуванням, Франція і Велика Британія зробили натяки на розуміння висунутих судетськими німцями вимог. У вересні 1938 року прем'єр-міністр Великої Британії Невілл Чемберлен двічі зустрічався з Гітлером, аби запобігти початку імовірної війни. Проте на цих зустрічах Гітлер наполягав на анексії частин Чехословаччини і погрожував у протилежному випадку розпочати військову агресію.

### Ескалація Судетської кризи (10–15 вересня)

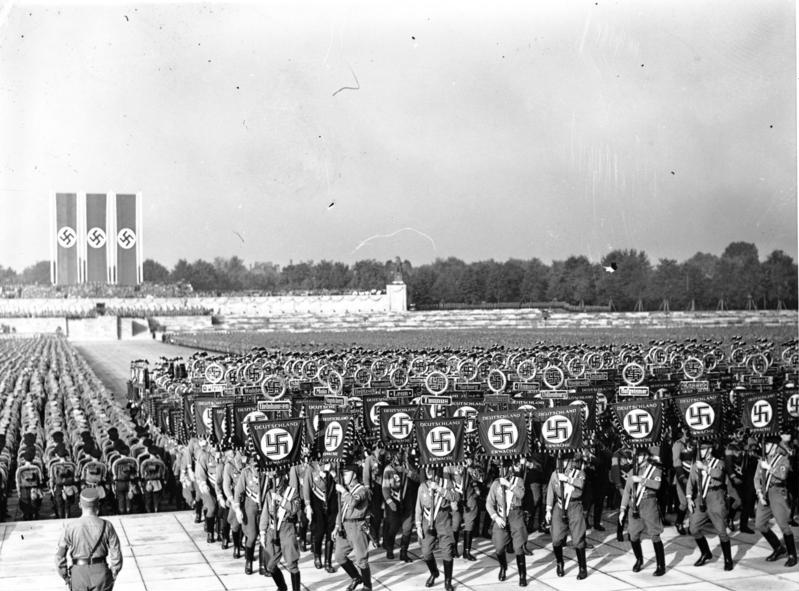
Партійний з'їзд НСДАП в Нюрнберзі. Запис від 10 вересня 1938 року

До початку вересня 1938 року Судетська криза стала загострюватись. У партійному з'їзді НСДАП, що відбувся в Нюрнберзі з 5 по 12 вересня, взяла участь і верхівка СНП. 12 вересня у своєму заключному слові Гітлер зазначив: «Німці в Чехословаччині не є ані беззахисними, ані покинутими. Це слід мати на увазі». А вже 10 вересня функціонери СНП отримали від Карла Германа Франка інструкції влаштувати бійки між судетськонімецькими демонстрантами та чехословацькими поліцейськими. Починаючи з 10 вересня Німецька служба безпеки Судет (НСБ) вдавалась до насильницьких дій на захист масових заходів античехословацьких активістів. Тисячі німців, що вийшли на демонстрації, палко вимагали автономії регіону. Заключна промова Гітлера 12 вересня транслювалась німецьким радіо, її можна було почути і в Судетах. Як наслідок, ситуація загострилась.
Озброєні бойовики НСБ вчиняли терористичні акти проти чехословацьких державних установ, зокрема відділів поліції і митниці, військових частин. Метою цих часто неузгоджених злочинів було захоплення зброї, влади, дестабілізація ситуації в країні. У найбільш постраждалих районах на заході 13 вересня чехословацький уряд оголосив воєнний стан. Нарешті, чехословацькі сили безпеки змогли з деяким успіхом протидіяти частково озброєним заколотникам. Інсценоване народне повстання місцевим судетськонімецьким населенням в цілому підтримане не було. Крім того, відбувались сутички судетськонімецьких антифашистів, в основному це були соціалісти і комуністи, з бойовиками НСБ. Парамілітарна організація соціал-демократів Республіканська оборона влаштувала опір атакам НСБ.
Вже 17 вересня масові демонстрації вщухли. Тим не менш, бойовики НСБ продовжували скоювати терористичні акти проти чехословацьких установ. У зіткненнях загинуло 27 осіб, з них 11 — судетські німці. Кровопролиття було частиною планів верхівки Судетсько-німецької партії з посилення тиску на чехословацький уряд. З остраху насильства, до центральних районів Чехословаччини втікали тисячі євреїв, чехів, судетськонімецьких антифашистів.
13 вересня до Судетів повернулась верхівка СНП. Однак через безлад вона вже не могла ефективно керувати власною організацією. Увечері 13 вересня Френк оголосив про ультиматум чехословацькому уряду, в якому вимагав вивести всі чехословацькі силові загони із охоплених кризою регіонів, а також передати керівництво поліцією в руки судетськонімецьких мерів. Оскільки ультиматум не був виконаний, 14 вересня головний штаб СНП саморозпустився, чим позбавив чехословацький уряд можливості вести переговори. Керівництво СНП переїхало до Німеччини. 15 вересня у промові, яку транслювало німецьке радіо, Генляйн озвучив гасло «Ми прагнемо повернути батьківщину до Імперії!». Також, в цій промові він закликав до розпаду Чехословаччини, та звинуватив чехів у «непереборному бажанні знищити» судетських німців. Того ж дня, одразу після трансляції промови Чехословацька влада заборонила НСБ, а наступного дня — НСП.
Починаючи з середини вересня тисячі судетських німців, особливо бойовиків НСБ та діячів НСП, стали масово втікати до Німеччини. Частково, це було викликано запровадженням воєнного стану та початком призову судетських німців до чехословацької армії. Біженці були розміщені неподалік кордону з Чехословаччиною у таборах, що перебували під контролем СА та під опікою Націонал-соціалістичної народної благодійності (НСНБ).

## Створення (16–18 вересня 1938)
16 вересня 1938 року заступник очільника СНП, Карл Герман Франк, отримав від Гітлера дозвіл створити Судетсько-німецьке ополчення. Іще вранці 17 вересня Гітлер наказав створити Судетськонімецьке ополчення (СНО) під керівництвом Конрада Генляйна. Франк став заступником Генляйна. Того ж дня Верхвоне командування вермахту (ОКВ) і Головнокомандування сухопутних військ (ОКХ) були повідомлені телеграмою про створення СНО. Підполковник Фрідріх Кьохлінг був призначений військовим радником та офіцером зв'язку ОКВ з СНО. Він був призначений після особистої зустрічі з Гітлером, на якій отримав широкі повноваження. Проте, Кьохлінгу не вдалось взяти під контроль вербування бійців призовного віку до Вермахту. Одразу після ухвалення рішення про створення СНО, 17 вересня Генляйн звернувся на німецькому радіо до судетських німців із закликом до збройної боротьби заради знищення Чехословаччини. Судетсько-німецьке ополчення (фрайкор) також називали ополченням Генляйна або судетськонімецьким легіоном.

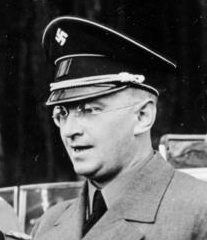
Конрад Генляйн (1898-1945) Командувач СНО
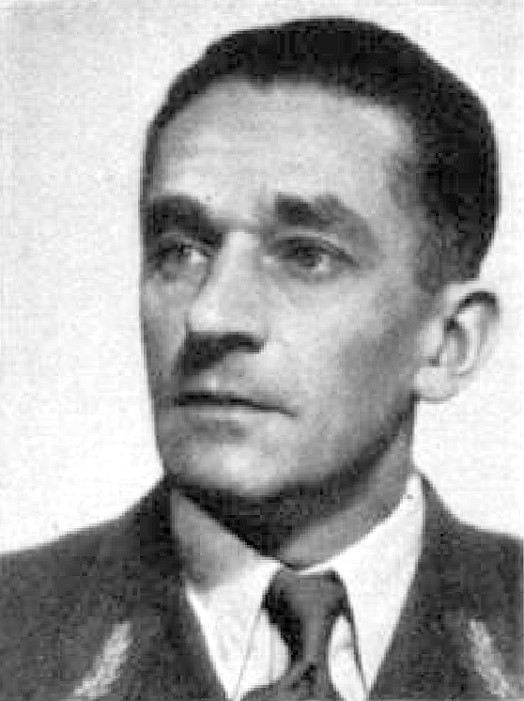
Карл Герман Франк (1898-1946) заступник командира СНО
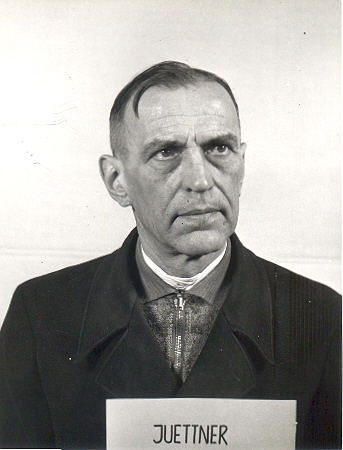
Макс Юттнер (1888-1963) Офіцер СА для зв'язку з СНО
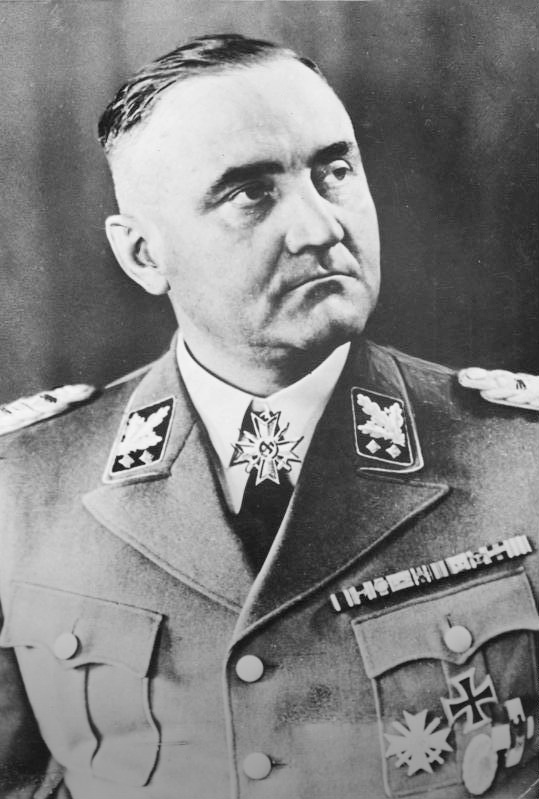
Готтлоб Бергер (1896-1975) Офіцер СС для зв'язку з СНО

17 вересня в замку Дондорф в Байройті була створена штаб-квартира СНО. Проте, громадськість була введена в оману, оскільки в пресі та по радіо були поширені повідомлення, що верхівка СНО керуватиме із Ашу. Окрім офіцера зв'язку з ОКБ Кьохлінгом, в штабі СНО також були присутні офіцери для зв'язку з СА, СС, та Націонал-соціалістичним моторизованим корпусом (NSKK). Крім того, в постійному контакті з Генляйном перебував з командувачем абверу, адміралом Вільгельмом Канарісом.
Гітлер особисто повідомив ОКХ мету створення СНО в телеграмі від 18 вересня: «Захист судетських німців та роздмухування безладу і бійок». СНО разом з ОКВ мала таємно сприяти перекиданню невеликих диверсійних груп з Німеччини до Судет з метою вчинення терористичних актів для підбурювання безладів. Члени СНО мали створити на місцях із тубільців «спостережні загони», які б добре знали місцевість. Крім того, Гітлер віддав наказ одразу розпочати створення СНО на території Німеччини та озброїти загони виключно австрійським озброєнням. Пізніше Кьохлінг додав до наказу, що новостворена організація повинна мати структуру, подібну СА. До СНО було дозволено набирати лише судетських німців чоловічої статі та призовного віку, рейхсдойче набирати було заборонено. Проте, члени СА і НСКК, хоча і були рейхсдойче, були призначені на керівні посади в СНО через потребу в кваліфікованих командирах.
«Добровольці» повинні бути громадянами Чехословаччини, аби мати можливість безперешкодно повертатись до Судет. Багато з них були або резервістами, або ж військовозобов'язаними чехословацької армії.
18 вересня Генляйн видав перший наказ Судетсько-німецьким ополченцям:
Конрад Генляйн наказав створити «Судетсько-німецьке ополчення», аби дати шанс судетським німцям призовного віку, які були вимушені тікати від переслідування чехословацьких можновладців за кордон, боротись за свободу нашої батьківщини. Вступ до лав ополчення добровольний. […] Охочі вступити до лав ополчення мають бути не старішими за 50 років. На офіцерів та унтер-офіцерів ці обмеження не розповсюджуються. Так само, в окремих випадках, на службу в допоміжних підрозділах, безпосередньо не пов'язаних з бойовими діями, можуть братись чоловіки старші за 50 років. Кожен новобранець має представити двох громадян, які підтвердять його щире ставлення до справи та гідну поведінку.

## Структура (18-20 вересня 1938)

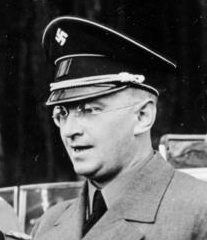
Конрад Генлейн, 23 вересня 1938 року

Добровольці мали записуватись до лав СНО в таборах для біженців. Відомості про добровольців збирались з різних таборів та передавались до СА. Будучи зарахованими до лав СНО, добровольці мали бути приведені до присяги на вірність Адольфу Гітлеру, чим зраджували Чехословацьку державу. Харчуванням та устаткуванням «ополченців» мало опікуватись СА, розмістити їх мали в прикордонних районах з Судетами. Ополчення отримувало такий одяг:
|   | Форма судетсько-німецького ополченця складатиметься з: 1. Чорна кепка з білим полем зі свастикою з білого металу а також чорно-червоно-чорною кокардою, 2. Сіра спідниця (блузка) аналогічно СА або СС, дзеркало з чорно-червоно-чорне обрамленням, 3. Чорні бриджі та чоботи, 4. Сіра або коричнева сорочка з чорною краваткою, 5. Чорний пояс з плечовим ременем, сумка для пістолета та набоїв, 6. Сіра вітровка, 7. Пов'язка зі свастикою на лівій руці (можна знімати на бойових завданнях). |
| — | |

На озброєнні ополченців були карабіни, пістолет-кулемети, кулемети, ручні гранати та гармати. Спочатку ополчення мало 7780 карабіна, 62 кулемета і 1050 ручних гранат. Майже половина «ополченців» через брак зброї залишились беззбройними аж до розпуску СНО. Хоча єдиним командувачем СНО був Генляйн, Вермахт надавав поради з оперативних питань, а також займався розподілом озброєння.
Значною мірою, фінансування СНО відбувалось за рахунок Вермахту, частково СС, Фольксдойтче Міттельштеллє та інших організацій НСДАП.
Починаючи з 18 вересня вздовж німецько-чеського кордону в Сілезії, Саксонії, Баварії та Австрії стали з'являтись підрозділи СНО підпорядковані безпосередньо штабу Генляйна. Наприкінці вересня групи в Селезії та Австрії були розділені, в результаті загальна кількість груп зросла до 6. До складу кожної групи належало не менше 5 батальйонів. В складі кожного батальйону знаходилось не менше чотирьох рот чисельністю від 150 до 300 чоловік. Кожна рота складалась з 3-5 взводів. Кожен взвод складався з 3–5 ланок (Schar), чисельністю 10-15 чоловік кожна. Батальйони знаходились в прилеглих до Судет німецьких прикордонних районах, батальйонні штаби — у віддаленіших від кордону містах.
Кожна група мала власний штаб. В цих штабах знаходились офіцери зв'язку з Вермахтом.
Станом на 18 вересня чисельність Судетсько-німецького ополчення становила від 10 до 15 тис. осіб. В перші дні після створення до лав ополчення вишикувались черги із охочих вступити, тому 19 вересня Генляйн повідомив, що кількість ополченців зросла до 40 тисяч. У доповіді СНО від 22 вересня було зазначено, що чисельність ополчення мала зрости до 80 тисяч відповідно до наказу Гітлера. Проте, тоді в ополченні зписалось лише 26 тисяч осіб. Оголошення 23 вересня загальної мобілізації до чехословацької армії створило нову хвилю добровольців до вступу в ополчення. Станом на 1 жовтня чисельність СНО становила 34500, а в інших джерелах — 40884 особи.
| Група                             | Номер               | Штаб    | Склад | Зона відповідальності            | Командир                   | Фото                  |
| --------------------------------- | ------------------- | ------- | --- | -------------------------------- | -------------------------- | --------------------- |
| Сілезія, потім Хіршберг і Бреслау | I, пізніше V та VI  | Бреслау | 6851 чоловік в 11 батальйонах (станом на 27 вересня 1938)                                                                          | Ратибор — Циттау                 | Фріц Кьолнер (1904–1986)   | Файл:KöllnerFritz.jpg |
| Саксонія                          | II, потім IV        | Дрезден | 13264 чоловік в 14 батальйонах, сукупно 71 рота (на 1 жовтня, 1938), з 25 вересня 1938 частини Шіргісвальде, Фрайберг та Айбенсток | Циттау — Аш                      | Френц Мей (1903–1969)      | Файл:MayFranz.jpg     |
| Баварський Остмарк                | III                 | Байройт | 5999 чоловік у семи батальйонах, сукупно 28 рот (станом на 27 вересня 1938)                                                        | Аш — баварський Ейзенштейн       | Віллі Бранднер (1909–1944) |                       |
| Альпи/Дон, потім у Відень та Лінц | IV, пізніше I та II | Відень  | 7798 чоловік в 9 батальйонах, сукупно 41 рота (станом на 27 вересня 1938)                                                          | Баварський Ейзенштейн — Пойсдорф | Фрідріх Бюргер (1899–1972) | Фрідріх Бюргер        |

19 вересня в структурі СНО були створені власні повітряно-військові сили, які базувались у Льоневітц (Flugplatz Falkenberg-Lönnewitz). Особистий склад мав 2 пілотів та 42 чоловік наземної обслуги. Іще 28 пілотів проходили підготовку.

### Служба розвідки

Річард Ламель (1899–1951), глава служби розвідки Корпусу

СНО також мала службу розвідки під керівництвом Річарда Ламеля, зі штаб-квартирою в Зельбі. Розвідувальна служба мала узгоджувати завдання бойовикам СНО із вчинення терористичних актів, саботажу, а також оцінювати ефективність їхнього виконання. Також розвідувальна служба СНО мала співпрацювати з Нацистською розвідкою та постачати їй розвіддані на випадок військових дій Вермахту проти Чехословаччини. 19 вересня Ламель видав наказ про створення служби розвідки СНО:
|   | Мета та завдання: 1. Створити канали зв'язку між Зельбом та підрозділами в Чехословаччині. 2. Збирати інформацію від біженців та передавати її для обробки управліннями розвідки в Третьому Реху та преси. Діяльність: з цією метою створити: a) Створити 'головне управління' в Зельбі, b) По одному 'службовому управлінню' в Гофі, Вальдзасені, Дрездені, c) Іще будуть створені додаткові управління. |
| — | |

Наказом Генляйна від 20 вересня у кожній групі був створений власний розвідувальний підрозділ, підпорядкований офіцеру розвідки. Розвідувальні підрозділи відповідали за спостереженням та розвідку військово-політичної ситуації в регіоні та надання важливої інформації до штабу СНО.

## Діяльність (19 вересня — 1 жовтня 1938)

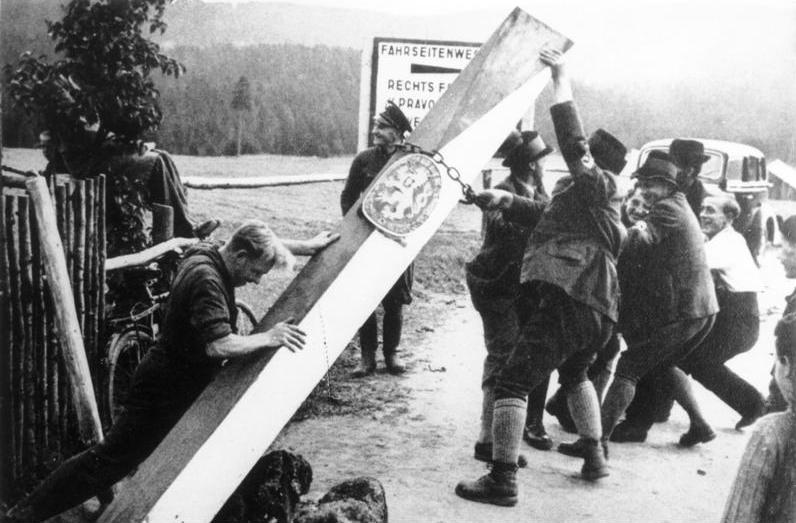
Судетські німці, ймовірно бойовики СНО, руйнують віхи на німецько-чеському кордоні, 19 вересня 1938 року.

В ніч на 19 вересня окремі бойовики СНО здійснили перехід через кордон та скоїли, серед іншого, напад на фінансову службу в Аш. Починаючи з 19 вересня всі групи СНО були готові до виконання бойових завдань. З цього дня до Судет щоночі через кордон таємно переходили бойовики СНО. Через брак озброєння, групи були невеликого розміру, проте в окремих районах діяли загони в 300 «добровольців». З дедалі більшою інтенсивністю вони скоювали підпали та напади на митні та поліцейські дільниці, інші державні установи. Бойовики СНО також обстрілювали патрулі прикордонників та поліцейських. Інколи чехословацьким підрозділам вдавалось відбити напади, інколи траплялись тривалі зіткнення із втратами з обох боків. Чехословацькі сили безпеки отримували підтримку від судетськонімецьких антифашистів. Зокрема, Республіканська армія у підрозділах SOS (чеськ. Stráž obrany státu — варта охорони держави) стала на захист державного кордону Чехословаччини.
ОКХ відмовилась від проведення масових компаній, оскільки «ополченці» діяли неузгоджено, не дотримувались визначених планів, та, нарешті, могли завадити розгортанню підрозділів Вермахту та маршу через кордон. Після успішного втручання ОКВ та ОКХ 20 вересня Гітлер наказав зменшити активність «ополченців». Тепер діяти дозволялось тільки невеликим командам із чітко визначеним завданням. Крім того, діяльність СНО вже неможливо було приховати, і вона зустріла гостру критику з-за кордону. Проте, Франція і Велика Британія втрутились в конфлікт на боці Третього Рейху. В результаті здійсненого ними тиску, чехословацький уряд був вимушений погодитись на «Лондонські поради» від 21 вересня, які передбачали передачу Судет до Третього Рейху навіть без референдуму.
Нові обставини зіскочили сили безпеки та державних службовців Чехословаччини зненацька. Члени Судетсько-німецької партії та СНБ вимагали передати їм владу в окремих населених пунктах Судет. Чехословацька армія була вимушена відступити на ліпші позиції з тих регіонів, які надто загрозливо виступали у Німеччину. Німецькій службі безпеці разом з СНО вдалось 22 вересня роззброїти в районі Аш чеських поліцейських. Те саме вдалось повторити в Егері та Лазні. Там, та в інших місцях, захоплених в полон поліцейських, чеських та судето-німецьких антифашистів, силоміць переправляли до Німеччини.
Попри згоду чехословацького уряду виконати Лондонські поради, 21 вересня СНО відновило здійснення терористичних актів. Зокрема, починаючи з 22 вересня ополчення могло надійно закріпитись на вигинах кордону поблизу Аш та поблизу Шлукнов. До 23 вересня інтенсивність терористичних актів СНО в Судетах наростала. Наприклад, у Варнсдорфі ополченці змогли винести з Держбанку 18 мільйонів крон та угнати до Ейзенштейна потяг.
Через шалений протест суспільства проти Лондонської угоди, 22 вересня сталось призначення нового уряду. Новий чехословацький уряд наказав розпочати 23 вересня загальну мобілізацію. Станом на 28 вересня чисельність чехословацької армії становила 1250000 чоловік. Після оголошення загальної мобілізації та виступу Генляйна на радіо тисячі судетських німців завдяки допомозі з боку СНО стали втікати через кордон до Німеччини. Там вони вступали до лав СНО. Натомість чехословацька армія стала входити до Судет. Частина завдала ударів по групам бойовиків СНО одразу після перетину кордону. Ополчення, в силу недостатньої підготовки та браку устаткування, було неспроможне протистояти добре вишколеній та озброєній армії. Тому 24 вересня тактика СНО була змінена. Замість здійснення диверсій та терористичних актів, СНО зосередила зусилля на проведенні розвідувальних дій з метою отримання даних для Вермахту. Терористичні акти та напади відбувались у значно менших масштабах до 1 жовтня.

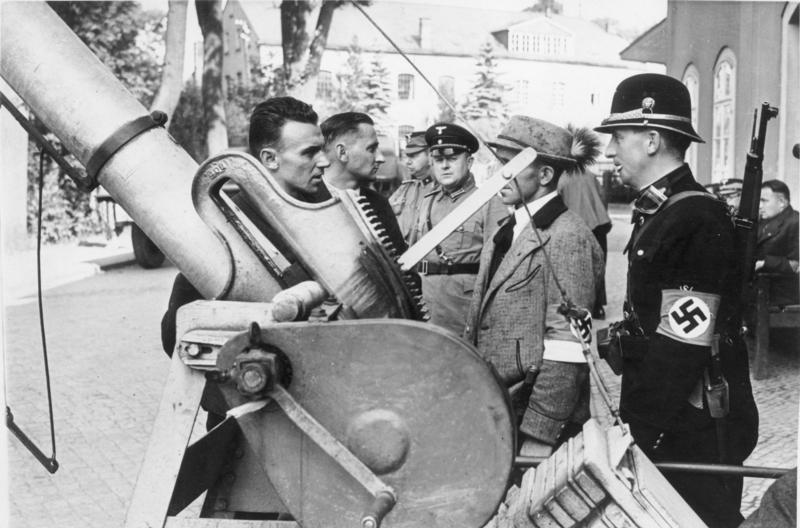
Судетськонімецький поліейський в уніформі після перетину кордону несе службу разом зі своїми німецькими колегами на німецькій митниці в Зебніц, 23 вересня 1938 року

З військово-стратегічних міркувань чехословацька армія була вимушена 25 вересня залишити Яворник. Цей район був взятий під контроль СНО. Того ж дня до Аш на підтримку ополченню рушили загони СС «Мертва голова». Там їм спільними зусиллями вдалось відбити наступ чехословацької армії.
Починаючи з 24 вересня ОКВ взяло на себе все командування у прикордонних з Судетами районах. Починаючи з 28 вересня перетин кордону слід було узгоджувати з місцевим керівництвом німецької прикордонної служби. Крім того, 30 вересня ОКВ видав наказ про підпорядкування загонів СНО Вермахту в майбутньому вторгненні до Чехословаччини. Завдяки втручанню Гітлера, який того ж вечора скасував наказ ОКВ та перепідпорядкував СНО рейхсфюреру СС Генріху Гіммлеру. Цей крок був пояснений тим, що відповідно до плану СНО мало виконувати поліцейські функції в Судетах.
1 жовтня 1938 вступила в дію Мюнхенська угода, що означало анексію Судет Третім Рейхом. СНО втратило сенс існування. Згодом, Кьохлінг визнав, що ополчення здійснило 164 «успішних» і 75 «невдалих» операцій. Внаслідок яких 110 чоловік були вбиті, 50 поранені, 2029 силоміць вивезені до Німеччини. Наприклад, лише 17 жовтня Альтенфурті були інтерновані 142 чехословака, серед них: 56 поліцейських, 52 митника, 16 жандармів і 18 військовослужбовців.
Втрати СНО становили 52 загиблими, 65 пораненими і 19 зниклих безвісти. Окрім боєприпасів і транспортних засобів було захоплено 341 гвинтівку, 61 пістолет, і 24 кулемети. Багато будинків, в яких знаходились чехословацькі установи, були знищені полум'ям або вибухами.

## Розпуск СНО (1–9 жовтня 1938)

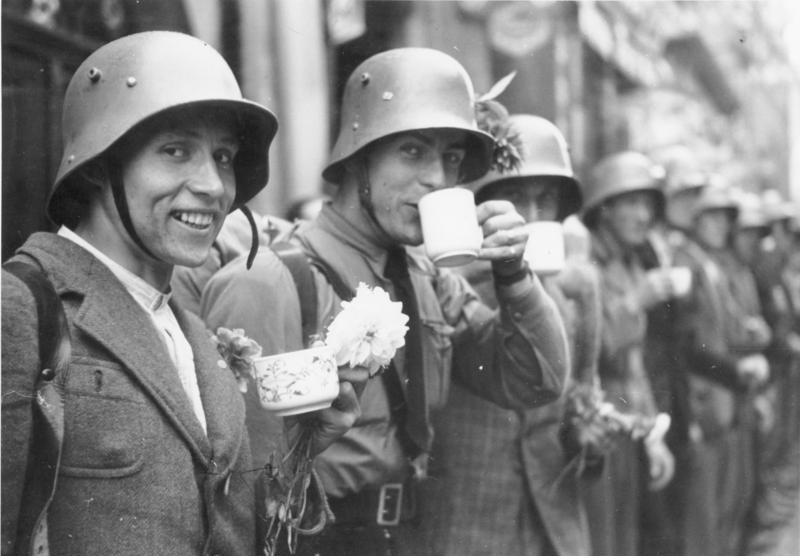
Бойовики судетсько-німецького ополчення після анексії Судет, 3 жовтня 1938

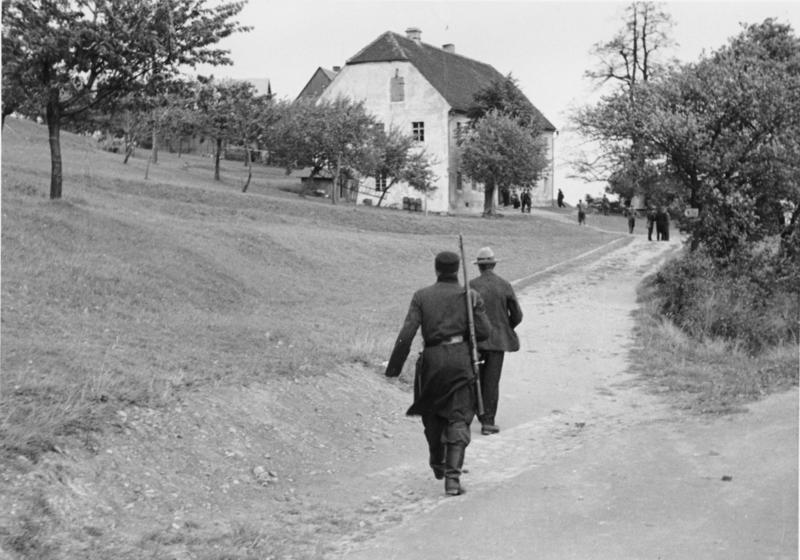
Бойовик ополчення конвоює затриманого, 4 жовтня 1938

З 1 по 10 жовтня підрозділи Вермахту без бою увійшли до Судет. Разом з Вермахтом до Судет перейшли загони СНО, яким, однак, не було передано жодних важливих функцій. 2 жовтня начальник штабу СНО Пфрогнер спробував домовитись у генерала поліції Курта Далюге про подальшу долю колишніх «ополченців» без помітних результатів. Генляйн заборонив членам СНО самовільно проводити обшуки, арешти, конфіскацію майна. Проте, через спалахи насильства та влаштовані «ополченцями» самовільні погроми, які спричинили гостру реакцію закордоном, наказ довелось 4 жовтня видати повторно. З 1 жовтня «ополченці» розпочали масово тероризувати політичних опонентів, євреїв, чехів, та навіть судетських німців. Запобігти поширенню насильства вдалось лише Вермахту. Після його втручання до Судет були відправлені загони поліції безпеки для організованого арешту противників режиму. Близько двох тисяч судетських німців-антифашистів, в основному соціалістів і комуністів, було захоплено в полон та відправлено до концтабору Дахау. Міністерство внутрішніх справ Чехословаччини повідомило, що станом на 3 грудня 1938 року із Судет вглиб країни втекло 151 997 громадян, серед них були зокрема, євреї, чехи, німці-антифашисти.
Нарешті, Вермахт припинив підтримувати СНО. СС не мав ресурсів для утримання СНО на належному рівні. В перших числах жовтня СНО стала розпадатись, багато «ополченців» рушили додому. 9 жовтня 1938 року ополчення було офіційно розпущене наказом Гейнляйна. Згодом, колишні члени СНО отримали медалі на пам'ять про 1 жовтня 1938.
Попри офіційний розпуск, керівництво «ополченням» мало намір відшкодувати втрати, заподіяні членам організації. Відповідальність за надання відшкодування була покладена на місцеві адміністрації, які сподівались потім отримати компенсації від Вермахту. Вимоги на компенсацію мали подаватись до центру в Райхенбергу. Проте, за подані заявки так і не були задоволені.
Бойовики СНО отримали за отриманні поранення матеріальну компенсацію. Ті, хто отримав поранення, або близькі загиблих з 20 по 30 вересня могли отримати компенсацію відповідно до німецьких законів. Це правило також було поширене на родичів загиблих «ополченців».

## Перехід колишніх ополченців на службу нацистам
Коли розпочався процес розпуску «ополчення», СС стала вербувати високопосадовців СНО перейти на службу. Це призвело до конфліктів з СА, яка також змагалась на високопосадовців СНО. Готтлоб Бергер згодом розповів, що він мав вибирати найкращих «ополченців» та відправляти їх до СС або SS-Verfügungstruppe. Значна кількість «ополченців» влилась у місцеві відділення НСДАП, СА, СС, та інші нацистські організації Судет. Керівні кадри СНО отримували високі звання після вступу до СА та СС. За результатами проведених 4 грудня 1938 року в Судетах довиборів, провідні члени СНО потрапили до Рейхстагу. Серед них Генляйн, Франк, Пфрогнер, Ламель, Кьолнер, Бранднер, Бюргер та Мей.
Після розпуску СНО Генляйн в званні групенфюрера став поважним членом СС, а в червні 1943 року вже отримав звання обергруппенфюрера. Від кінця жовтня 1938 року та до завершення війни Генляйн служив рейхскомісаром і гауляйтером Судет. 10 травня 1945 Генляйн наклав на себе руки в американській в'язниці для військовополонених.

Рейнхард Гейдріх (зліва) і Карл Герман Франк (праворуч) в 1941 році на Празькому Граді

В листопаді 1938 Френк в званні бригаденфюрера перейшов на службу в СС. Згодом, він отримав звання обергрупенфюрера СС. Наприкінці жовтня 1938 року він став заступником гауляйтера Судетської області Конрада Генлейна. На цій посаді він прослужив до 15 березня 1939 року. З середини березня 1939 року по літо 1943 року Френк служив державним секретарем імперського протектора Богемії і Моравії. Кінець війни він зустрів уже в званні державного міністра на посаді імперського міністра протекторату Богемії та Моравії в уряді Гітлера. З квітня 1939 року і до завершення війни Френк об'єднував посади керівника СС та поліції (HSSPF) протекторату Богемії і Моравії. Франк став найвпливовішим нацистським чиновником в протектораті Богемії та Моравії. Після завершення війни Френк здався в полон американським військовим у Пльзені. Звідти він був доправлений до Чехословаччини, суд в Празі засудив його на смертну кару, яка була виконана через повішення 22 травня 1946 року.
Ламель, колишній голова розвідки в СНО, в кінці січня 1939 був підвищений в званні до звання штандартенфюрера СС. Після розпуску СНО він став головою адміністрації гауляйтера Генляйна.
Колишній лідер групи СНО-Баварський Остмарк Бранднер у ранзі оберфюрера вступив до лав СС. На цій посаді він очолював підрозділ СС XXXVII (Райхенберг). В 1943 року він був підвищений до звання бригаденфюрера СС. Пізніше Бранднер служив заступником HSSPF Хорватії Костянтина Камергофера, певний час навіть був керівником місцевої поліції в цій країні. Бранднер помер 29 грудня 1944 року внаслідок поранення в голову, яке він отримав у засідці партизан.
Іще три командира СНО перейшли до лав СА. Бюргер, в званні штандартенфюрера СА, створив бригаду СА Норд-Мегрен-Шлезія. Крім того, він був ад'ютантом гауляйтера Генляйна. Починаючи з 1939 року Бюргер був керівником адміністрації гауляйтерства, а починаючи з 1940 року — керівником НСДАП в Судетах. Кьолнер досяг в СА ранг бригаденфюрера, головою адміністрації гауляйтерства, та з кінця березня 1939 року став наступником Франка на посаді заступника гауляйтера Судетської області. Цю посаду Кьолнер обіймав до початку березня 1940 року. Мей став групенфюрером в СА, де займався створенням групи СА в Судетах.
Пфрогнер, колишній начальник штабу СНО, очолив організаційний штаб імперської служби праці він (RAD) в Судетах і дослужився до звання генерала загонів працівників (Generalarbeitsführer).

## Оцінки та вплив
Втеча верхівки СНП після невдалого заколоту в середині вересня 1938 року до Німеччини не була таємницею ні для кого в Судетах. Попри те, нацистська пропаганда поширювала дезінформацію, що керівництво СНП відбуватиметься з Ашу. Прихильники СНП, які були фактично покинуті напризволяще, відчували себе зрадженими. Деколи, це сприяло посиленню впливу судетськонімецьких соціал-демократів. Створенням СНО верхівка СНП сподівалась повернути до себе довіру судетських німців. Гітлер збирався руками СНО дестабілізувати Чехословаччину після чого знищити її як державу застосуванням вермахту. Планом «Грюн» вторгнення Вермахту до Чехословаччини було передбачене на жовтень 1938 року. Крім того, Гітлер сподівався отримати краще становище на міжнародних переговорах завдяки кампанії терористичних актів, яку мало здійснити СНО. Завдяки цим обставинам і було створене судетсько-німецьке ополчення.

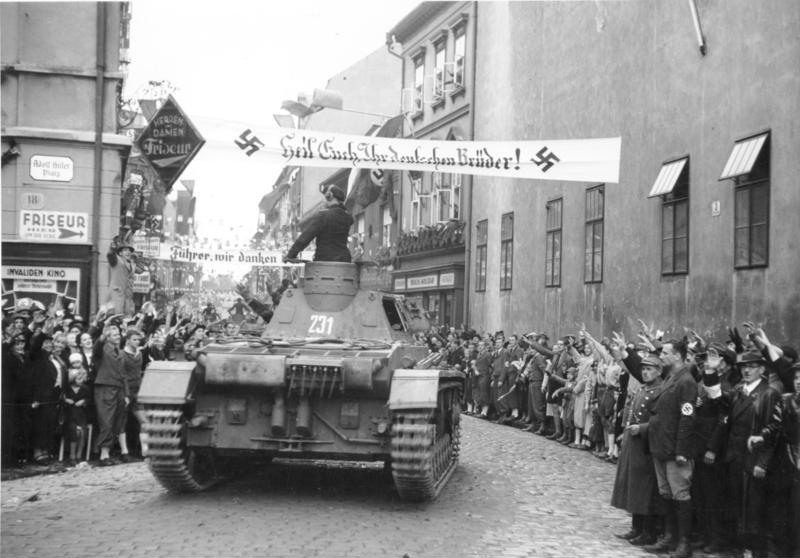
Загони Вермахту входять до Судет, 9 жовтня 1938 року в м. Хомутов.

Діяльністю СНО була «в основному політико-терористичного, невійськового характеру.» Багато судетських німців вступали до лав СНО заради захисту власних національних інтересів. Ці погляди слугували представленню судетсько-німецького ополчення як легітимного незалежного народного руху, який мав захищати інтереси судетських німців. Терористичні дії ФСК після Лондонської угоди, яка передбачала відокремлення та передачу Судет до Третього Рейху, були спрямовані на знищення Чехо-Словаччини. Мюнхенська угода стала наступним кроком до цієї мети. З приєднанням Чехії по Третього Рейху 15 березня 1939 та відокремлення Словаччини, був введений в дію наказ Грюн.

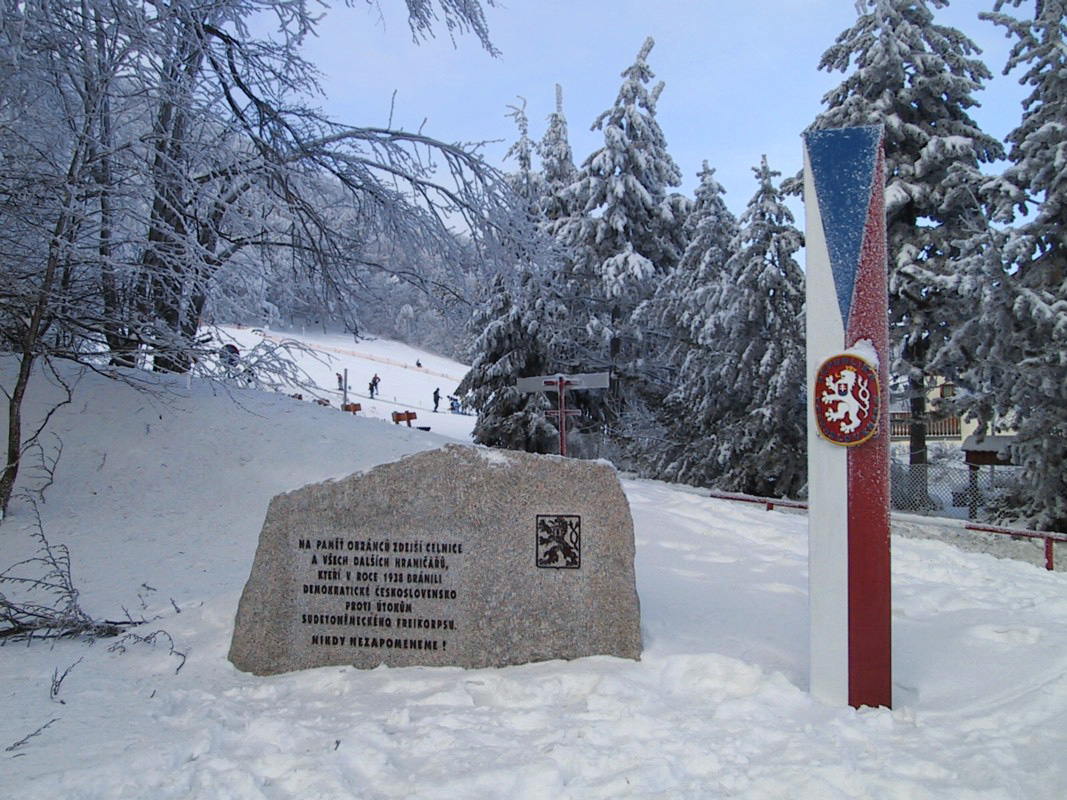
У «гвардії» в Циттау гір полеглим членів чехословацької прикордонної служби, пам'ятний камінь був встановлений в 2003 році

На думку Мартіна Бросцата, «безславний кінець ополчення, порівняно з пафосними закликами до його створення (17 вересня), символізують деградацію від проголошеної мети захищати інтереси судетських німців, до перетворення на інструмент дестабілізації в політиці Гітлера». Чеський уряд у вигнанні в записці від 28 лютого 1944 заявив, що Чехословаччина перебувала в стані війни з Третім Рейхом починаючи з 19 вересня 1938 року. Саме 19 вересня почалась компанія терористичних актів СНО в Судетах. Вони розпочались після промови «повернутись до батьківщини» Генляйна 15 вересня, в якій він заявив, що судетські німці не можуть більше жити в одній країні з чехами. В наступній промові через два дні Генляйн закликав знищити Чехословаччину, а судетських німців — вступати до лав СНО. Депортація судетських німців з їх батьківщини після закінчення Другої світової війни було наслідком, серед іншого, терористичної діяльності «ополчення». «Циркуляр Міністерства внутрішніх справ Чехословацької Республіки від 24 серпня 1945 в частині врегулювання чехословацького громадянства відповідно до Указу від 2 серпня 1945 року» зараховував колишніх «ополченців» до числа тих осіб, чехословацьке громадянство яких було автоматично анульоване. Крім того, на додаток до членів нацистських організацій та військових злочинців, верхівка СНО та рядові «ополченці» мали постати перед спеціальним судом. Окрім ув'язнення, винним загрожувало обмеження громадянських прав та примусова праця. В особливо тяжких випадках міг бути винесений смертний вирок. На Нюрнберзькому процесі над головними військовими злочинцями також розглядалось і членство в СНО.
Попри доступні джерела, СНО та її терористична діяльність залишається мало дослідженою або применшеною сторінкою в «історії судетських німців».